# Шмитс, Луйс
Луйс Шмитс (латыш. Luijs Šmits, 2 февраля 1907, Рига, Лифляндская губерния, Российская Империя — 3 февраля 1985, Рига, Латвийская ССР, СССР) — латвийский и советский театральный актёр. Заслуженный артист Латвийской ССР (1948). Народный артист Латвийской ССР (1955).

## Биография
Луйс Шмитс родился в Риге  3 февраля 1907 года. Настоящее имя Теодорс Рейнхольдс Шмитс.
Был одним из старейших и ведущих актёров Театра Дайлес (Государственного академического художественного театра Латвийской ССР им. Я. Райниса), принимал участие в постановках некоторых спектаклей из репертуара своего театра.
В 2007 году, к 100-летию со дня рождения актёра, издательство Валтерс ун Рапа выпустило книгу воспоминаний Луйса Шмитса «Так оно и случилось», подготовленное к публикации искусствоведом Ливией Акуратере.
Был женат на актрисе — народной артистке Латвийской ССР Луцие Баумане (1905—1988). Умер в Риге 3 февраля 1985 года. Похоронен на Лесном кладбище.

## Награды
- 1948 — Заслуженный артист Латвийской ССР.
- 1955 — Народный артист Латвийской ССР[3].

## Фильмография
- 1941 — Каугурское восстание — Ломер
- 1947 — Возвращение с победой — Витолс
- 1955 — К новому берегу — Друкис
- 1956 — Причины и следствия — критик
- 1957 — Наурис — Упмалис
- 1959 — Меч и роза — Греве
- 1963 — Ты нужен — Зостыньш
- 1964 — Капитан Нуль
- 1965 — «Тобаго» меняет курс — Цепуритис
- 1965 — Клятва Гиппократа — адвокат
- 1965 — Двое — вахтёр
- 1966 — Эдгар и Кристина — отец Эдгара
- 1967 — Когда дождь и ветер стучат в окно
- 1967 — Генерал Рахимов
- 1968 — Времена землемеров
- 1969 — У богатой госпожи — Калнкайнс
- 1971 — Наследники военной дороги — Визиньш